# アレクサンドル・ナザルチュク
アレクサンドル・グリゴリエヴィチ・ナザルチュク（ナザルチューク、ロシア語: Александр Григорьевич Назарчук、ラテン文字転写の例：Alexandr Gurigorievich Nazarchuk、1939年8月6日 - 2021年2月1日）は、ソビエト連邦およびロシアの政治家、農業専門家。1994年から1996年までロシア連邦農業大臣、1998年から2008年までアルタイ地方立法議会議長、人民代議員を歴任した。アルタイ地方出身のウクライナ人。

## 経歴・概要
アルタイ農業大学を卒業した後、農業専門家として働き始める。1964年集散製造管理部門の検査者、組織者として勤務し、アルタイ地方ロマノフスキー地区の農場「グセレトフスキー」の主任農業技師、支配人。1971年から1975年まで、ロマノフスキー地区の「第58十月」農場の支配人。1975年ロマノフスキー地区幹部会議長に選出される。1977年同地区共産党委員会（ライコム）第一書記。1985年シプノフスキー地区党第一書記。1987年から1991年まで、アルタイ地方農業委員会第一副議長を経て、同委議長兼アルタイ地方執行委員会第一副議長。1991年から1993年までアルタイ地方農工同盟（アグリプロムソユーズ）議長。
ソビエト連邦の崩壊前の1990年にロシア共和国人民代議員に選出される。最高会議代議員にも選出され、最高会議では農村社会開発・農業・食糧委員会に所属した。また農業関係議員による会派「農業同盟」の副議長（副代表）となった。1993年ロシア連邦議会選挙が行われると、ロシア農業党から下院国家会議に立候補し当選した。1994年には下院農業委員会議長に就任した。
1994年10月27日から1996年1月まで、ロシア連邦農業・食糧相。
1996年アルタイ地方立法議会（後にアルタイ地方人民代議評議会）議長に選出され、同時に上院連邦会議議員を兼帯する。
2005年にアルタイ地方知事にミハイル・エヴドキモフが当選すると、ナザルチュクはエヴドキモフとは対立した。
2007年11月29日、ナザルチュクはアルタイ立法議会に対して地方憲章改正を提案した後、議長辞任を発表したが、大多数の代議員から認められなかった。2008年3月2日、アルタイ地方議会の選挙が行われ、ナザルチュクも当選するが、議長は辞任し、後任にイワン・ロオルが選出された。
私生活では、亡くなった夫人との間に二子がいる。